# Eurovision Young Dancers 2013
Het Eurovision Young Dancers 2013 is de dertiende editie van het dansfestival en wordt op 14 juni 2013 gehouden in de Baltic Opera House in Gdansk. Het is de derde keer dat Polen het dansfestival organiseert. De eerste keer was in 1997.

## Deelnemende landen
Tien landen nemen aan deze editie van het Eurovision Young Dancers deel, het laagste aantal ooit (samen met 2011). Wit-Rusland neemt voor het eerst deel, terwijl Armenië, Oekraïne en Tsjechië terugkeren.

## Jury
Krzysztof Pastor
 Nadia Espiritu
/ Cameron McMillan

## Resultaten

### Halve finale
| Land        | Artiest                | Resultaat      |
| ----------- | ---------------------- | -------------- |
| Armenië     | Vahagn Margaryan       | uit            |
| Duitsland   | Felix Berning          | gekwalificeerd |
| Nederland   | Sedrig Verwoert        | gekwalificeerd |
| Noorwegen   | Julie Dokken           | uit            |
| Oekraïne    | Nikita Vasylenko       | uit            |
| Polen       | Kristof Szabo          | uit            |
| Slovenië    | Patricija Crnkovič     | uit            |
| Tsjechië    | Adéla Abdul Khalegová  | uit            |
| Wit-Rusland | Jana Sjtangej          | uit            |
| Zweden      | Stephanie Liekola Isla | uit            |

### Finale
| Plaats | Land      | Artiest         | Punten |
| ------ | --------- | --------------- | ------ |
| 1      | Nederland | Sedrig Verwoert | 3      |
| 2      | Duitsland | Felix Berning   | 0      |

## Wijzigingen

Deelnemende landen
Landen die in het verleden deelgenomen hebben, maar dit jaar afwezig zijn
Landen die zich niet voor de finale kwalificeerden

### Debuterende landen
- Wit-Rusland

### Terugkerende landen
- Armenië
- Oekraïne
- Tsjechië

### Niet meer deelnemende landen
- Griekenland
- Kosovo
- Kroatië
- Portugal